# Albert Engström-museet
Albert Engström-museet är ett svenskt författar- och konstnärsmuseum i Grisslehamn.
Albert Engström-museet ligger i gården Augustberg utanför Grisslehamn, som Albert Engström förvärvade 1902. Han hade då tidigare bott två somrar som sommargäst i Grisslehamn. Albert Engström och hans hustru Sigrid Sparre bodde här permanent fram till 1916, vareftet de flyttade till Stockholm. Han behöll dock gården som sommarbostad fram till sin död. Albert Engströms hem är sedan 2006 iordningställt som det såg ut omkring 1910. 
Museet sköts av Albert Engström-sällskapet. Albert Engström-museet är den norra ändpunkten för vandringsleden Roslagsleden.

## Bildgalleri

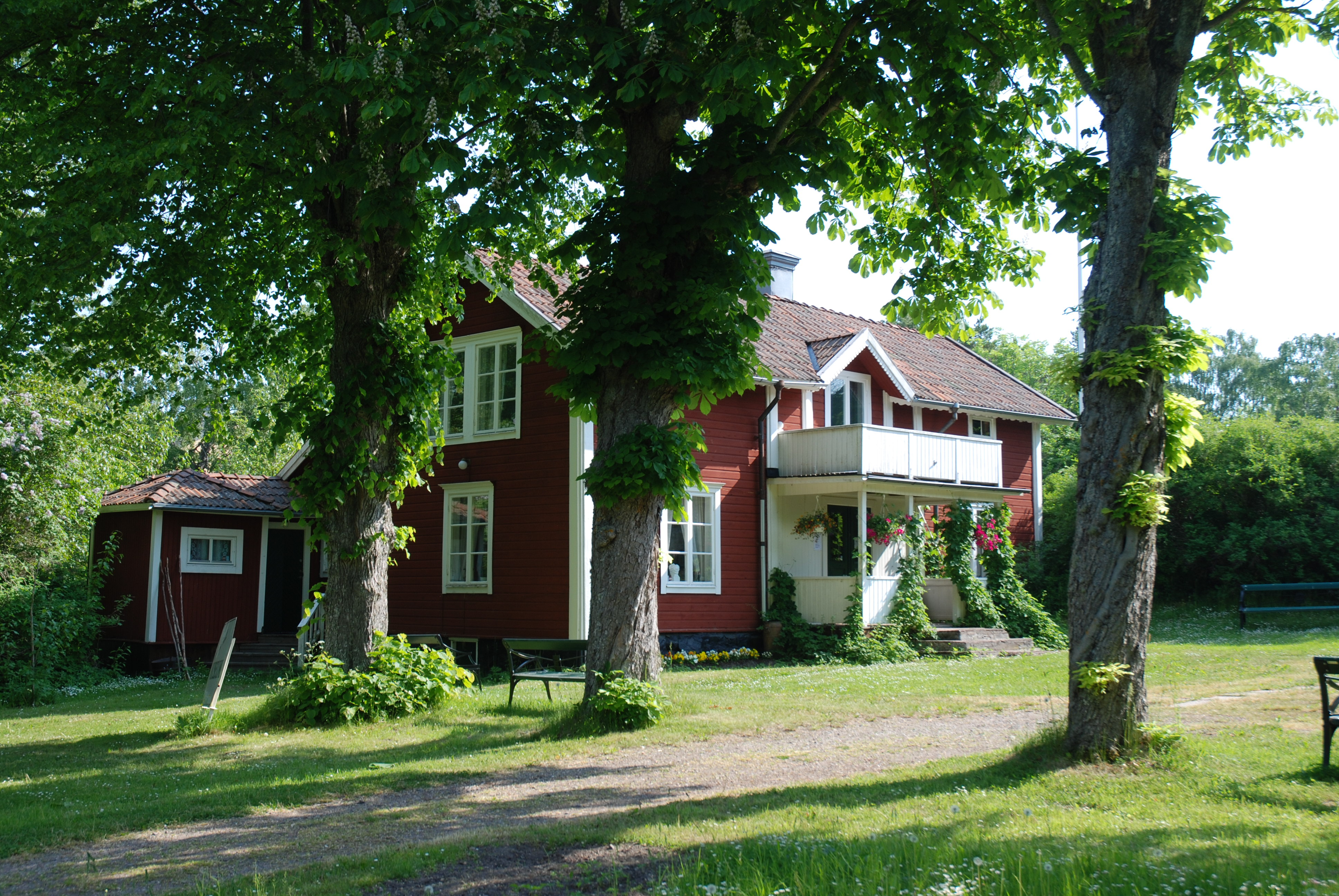
Huvudbyggnaden
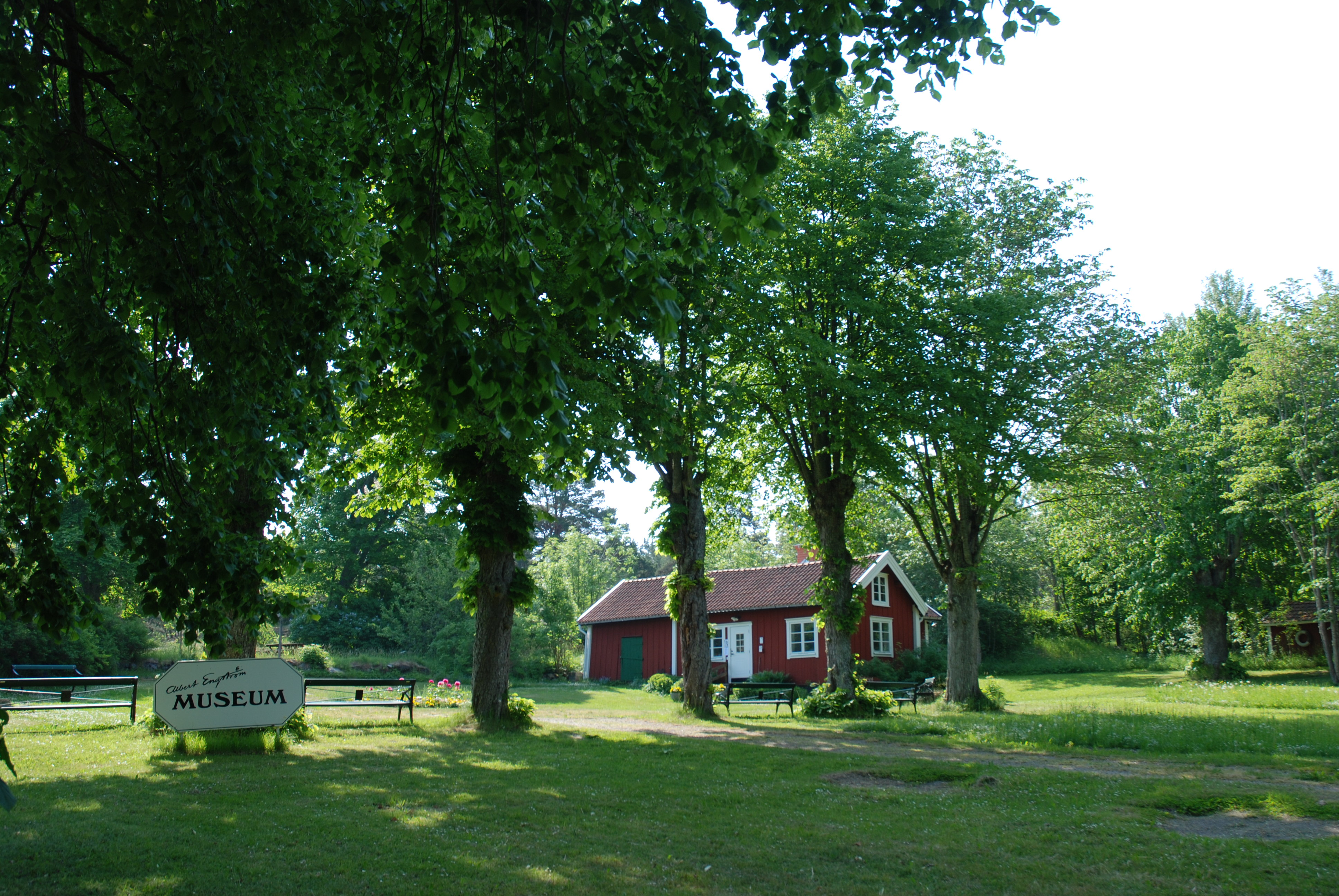
Sidobyggnaden
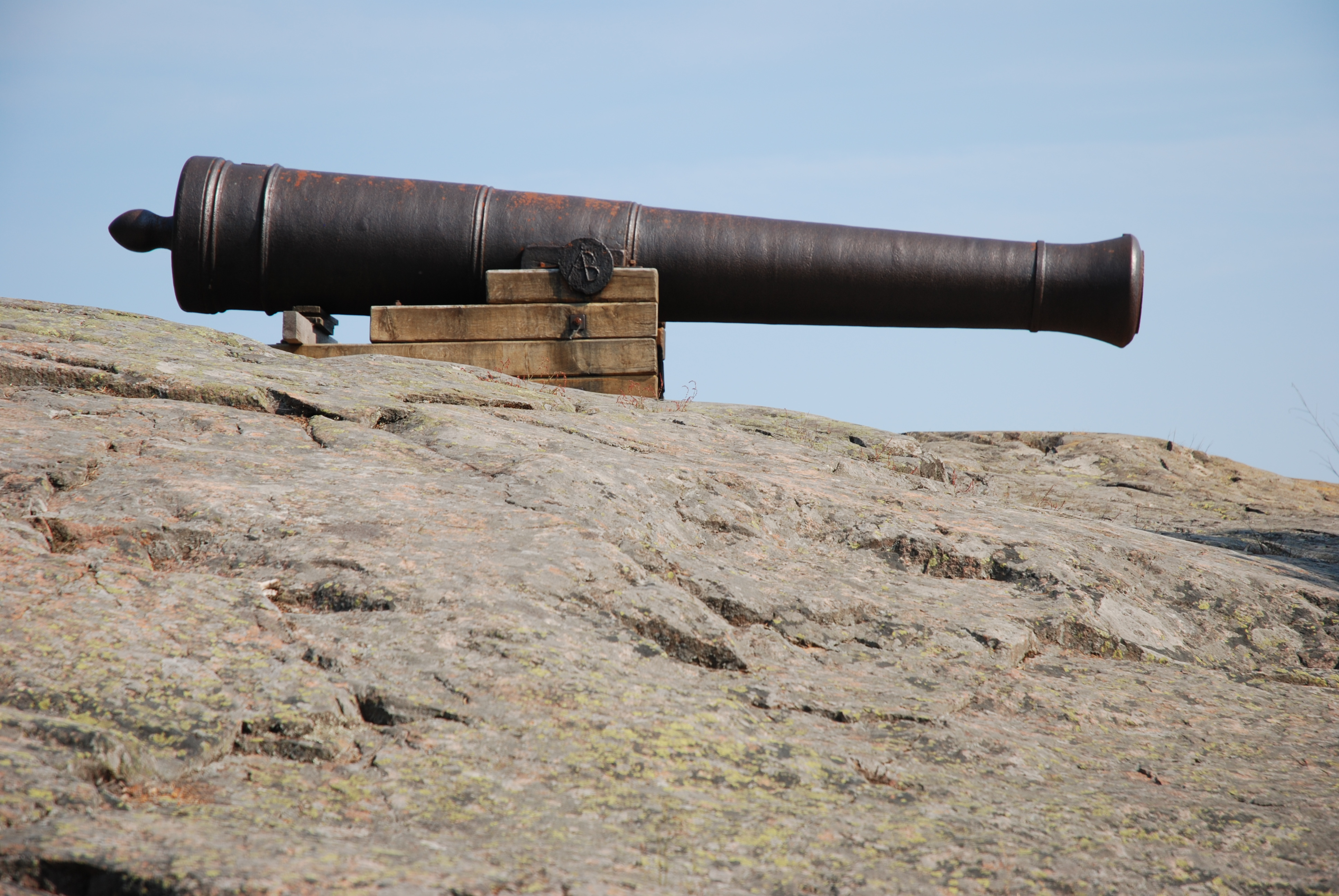
Signalkanon nära Albert Engström-museet, gjuten 1706